# Ordine di Roraima della Guyana
L'Ordine di Roraima della Guyana è un ordine cavalleresco della Guyana.

## Storia
L'Ordine è stato fondato nel 1976.

## Classi
L'Ordine dispone dell'unica classe di Membro che dà diritto al post nominale OR e di norma viene assegnato ad un massimo di trentacinque cittadini residenti.

## Insegne
- Il nastro è metà verde e metà giallo, la parte gialla è circondata da sottili strisce rosse.